# 九世戸縁起
『九世戸縁起』（くせどえんぎ）は、京都府宮津市の智恩寺に伝わる古文書で、京都府指定文化財に指定されている。智恩寺で毎年7月24日に行われる例祭「出船祭り」の由来である智恩寺と天橋立の起源伝説で、丹後地方の地名由来伝承である。観世小次郎信光による謡曲「九世戸」のモチーフともなった。

## 概要

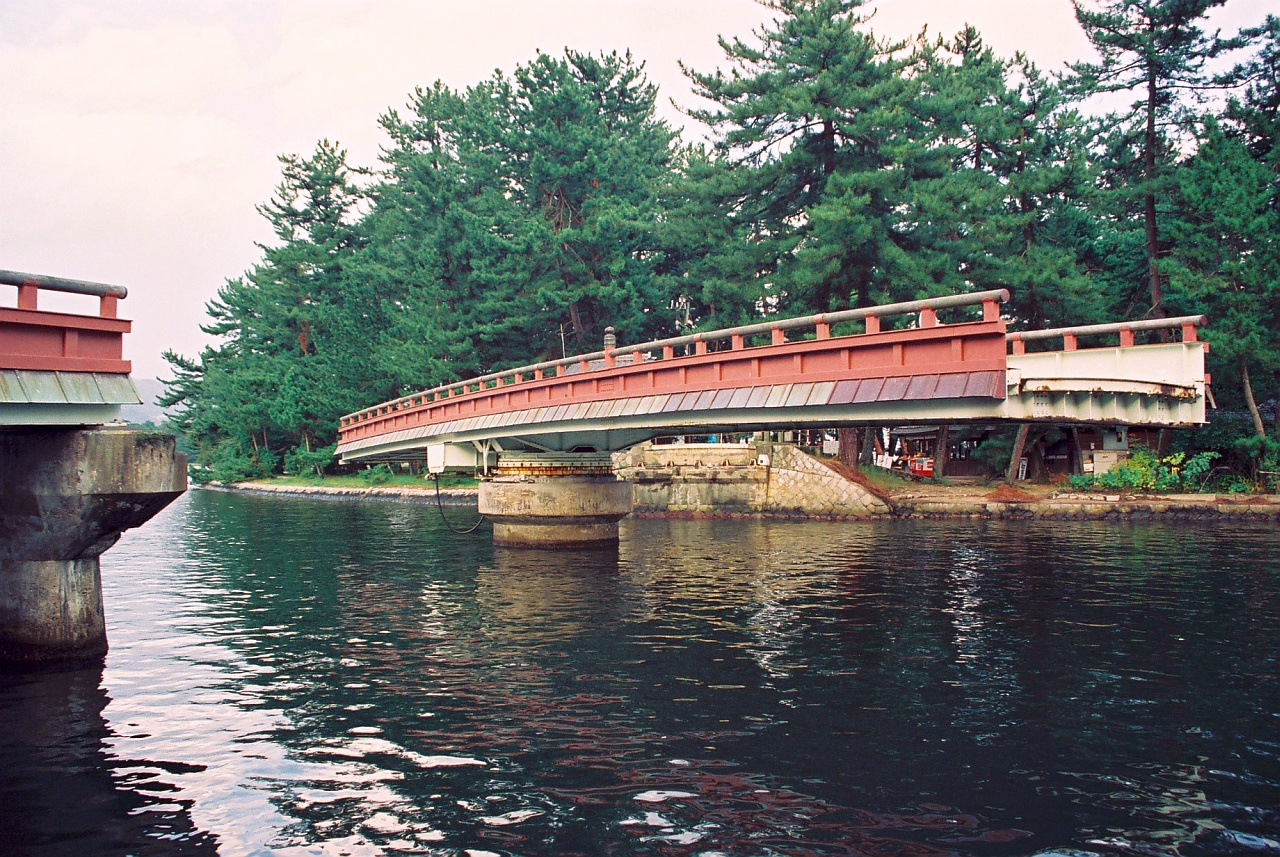
九世戸の運河

九世戸（くせど）は「くせのと」とも称し、智恩寺と廻船橋で結ばれた小島との間の海を示す。智恩寺は別称を「九世戸・文殊堂」ともいい、中世、その存在を天橋立と一帯のものとしてとらえ、『九世戸縁起』の冒頭では「九世の戸あまのはしたてと申は本尊は一字文殊」と記して、その由来を述べている。
同時に、『九世戸縁起』は丹後半島の他の地名の由来も語っており、丹後地方の起源伝説とみなすこともできる地名由来伝承のひとつである。

## 内容
神代の時代、日本列島を作った二柱の神イザナミ・イザナギが地上を見下ろすと、丹後半島は荒海神とされる龍が占領して暴れており、人間は住むことができずにいた。この事態の対応を神々は相談しあい、やがてイザナギが中国の五台山から文殊菩薩を呼び寄せることを提案する。文殊菩薩は、もっとも知恵に優れた仏で、古来より龍神の導師といわれていたので、文殊菩薩に任せれば荒海神も改心するだろうと期待したものである。海を越えて招かれた文殊菩薩は1000年の時間をかけて荒海神に説法を続け、ついに龍たちは改心して、人々を守護する神となることを誓った。そこでその場所を「千歳の浦」と呼び、文殊菩薩が説法の経を置いた場所を「経ヶ岬」と呼んだ。
平和が訪れた海に、文殊菩薩が如意に乗って神々が降り立った場所を「宮津」といい、如意が浮かんだ海の場所を「天の浮橋」と呼んだ。文殊菩薩はしばらく宮津に留まったため、龍神たちがそのもとに集まって戒を授かり弟子となった。その場所を「戒岩寺」と呼んだ。文殊菩薩が獅子に乗って上陸した場所は、「獅子崎」といわれた。
天の浮橋には、龍神が一夜で土を置いて島を築いた。すると天女が降り立ち、松明を灯して一夜で「千代の姫子松」を植えた。松を植える間に夜が明けてきたので、天女は植樹を止め、松明を置いたまま天に帰った。その松明を置いた場所を「火置」、転じて「日置」と呼んだ。龍神が築き、天女が松を植えた島が、今日の「天橋立」であるという。このようにして天神七代、地神二代、あわせて九代にわたる御世でできた土地なので、「九世戸」と名付けられた。
土地が平和になったことで人々も定住するようになり、天橋立に文殊菩薩を迎えることになった。海に龍神の龍燈が、天には天燈が掲げられ、人々は海上に松明を照らして船を出し、文殊菩薩を迎えた。

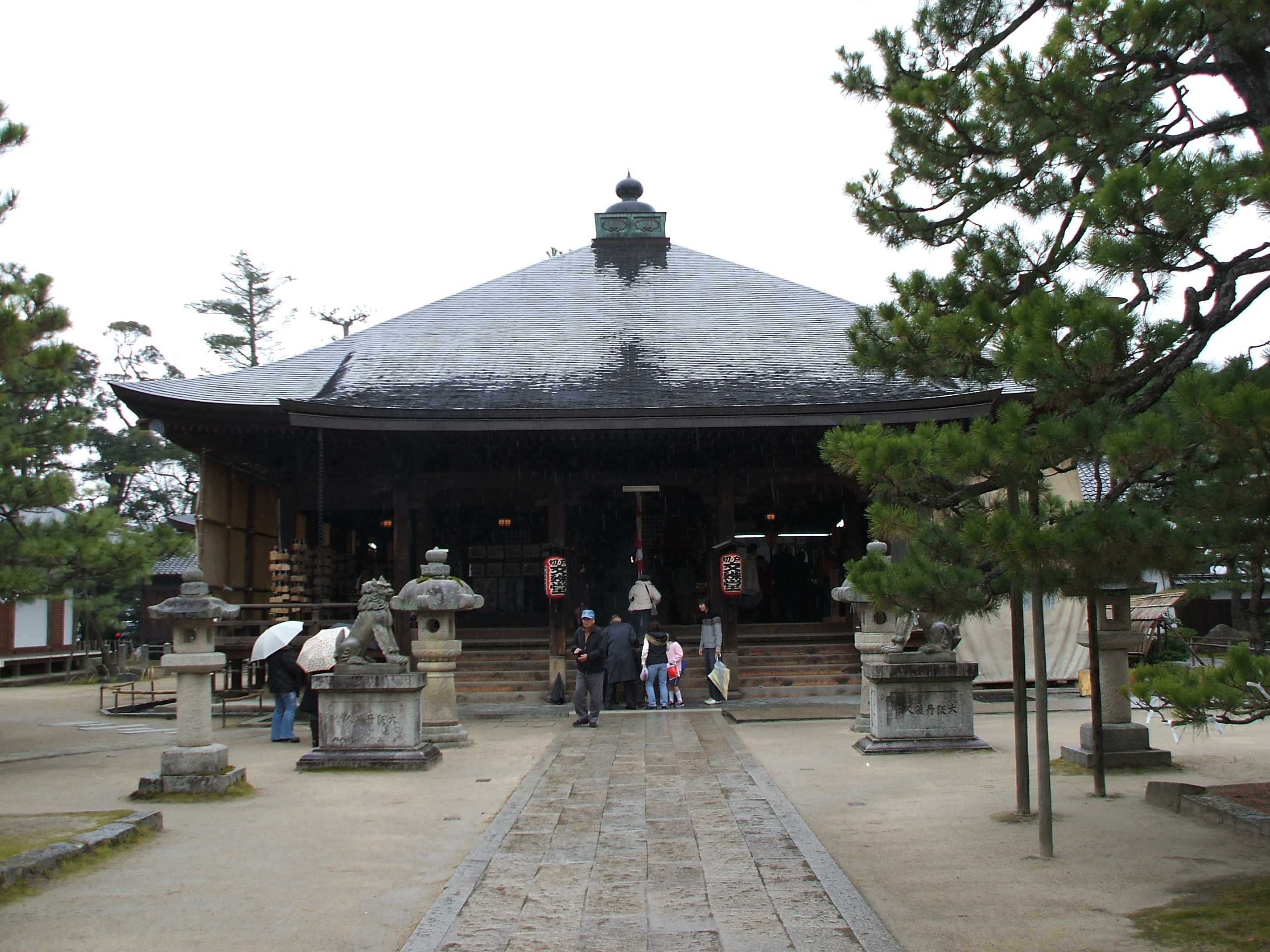
智恩寺・文殊堂
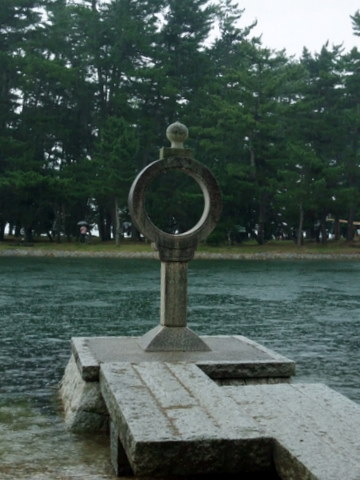
九世戸の「知恵の輪」
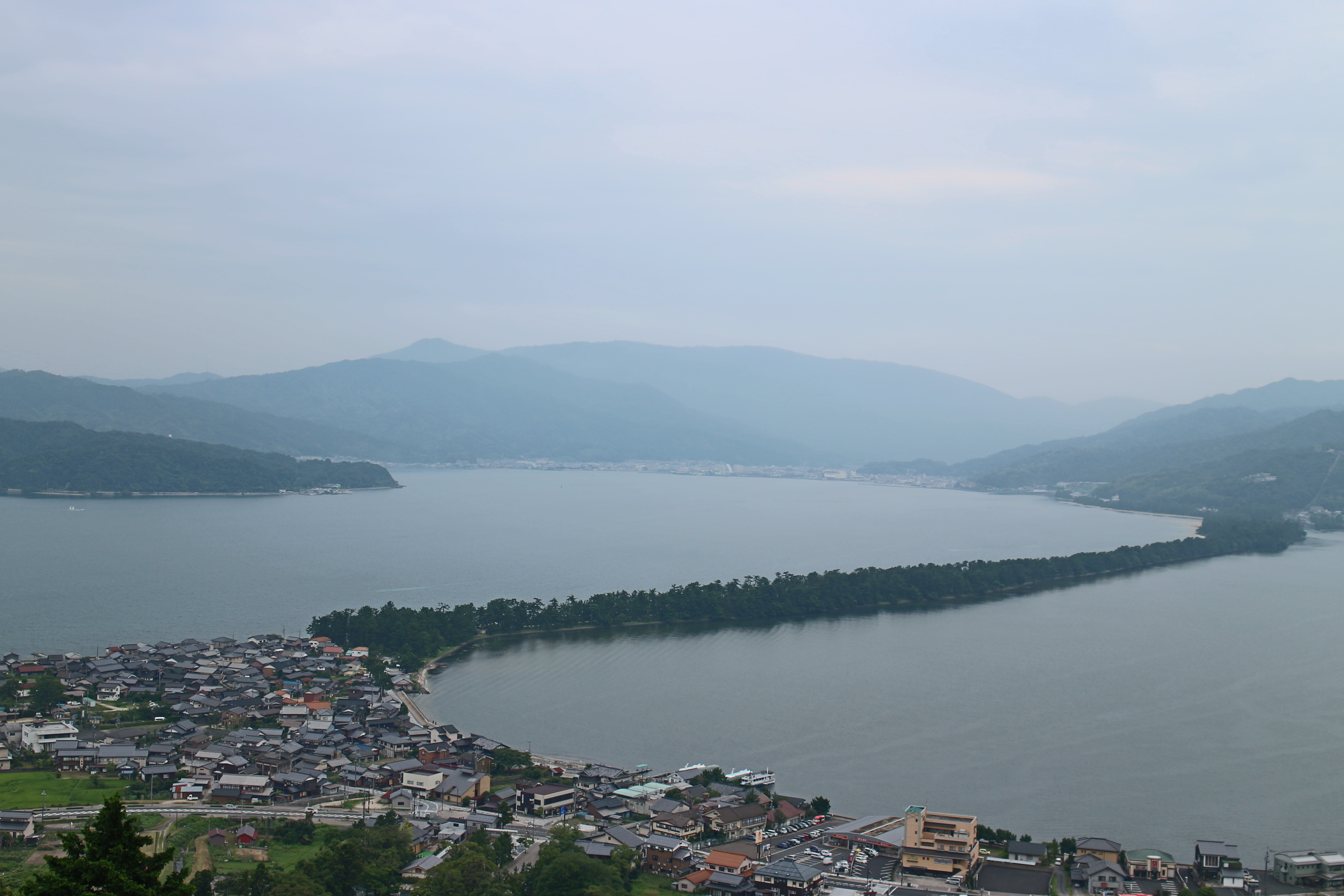
天橋立（「天の浮橋」）
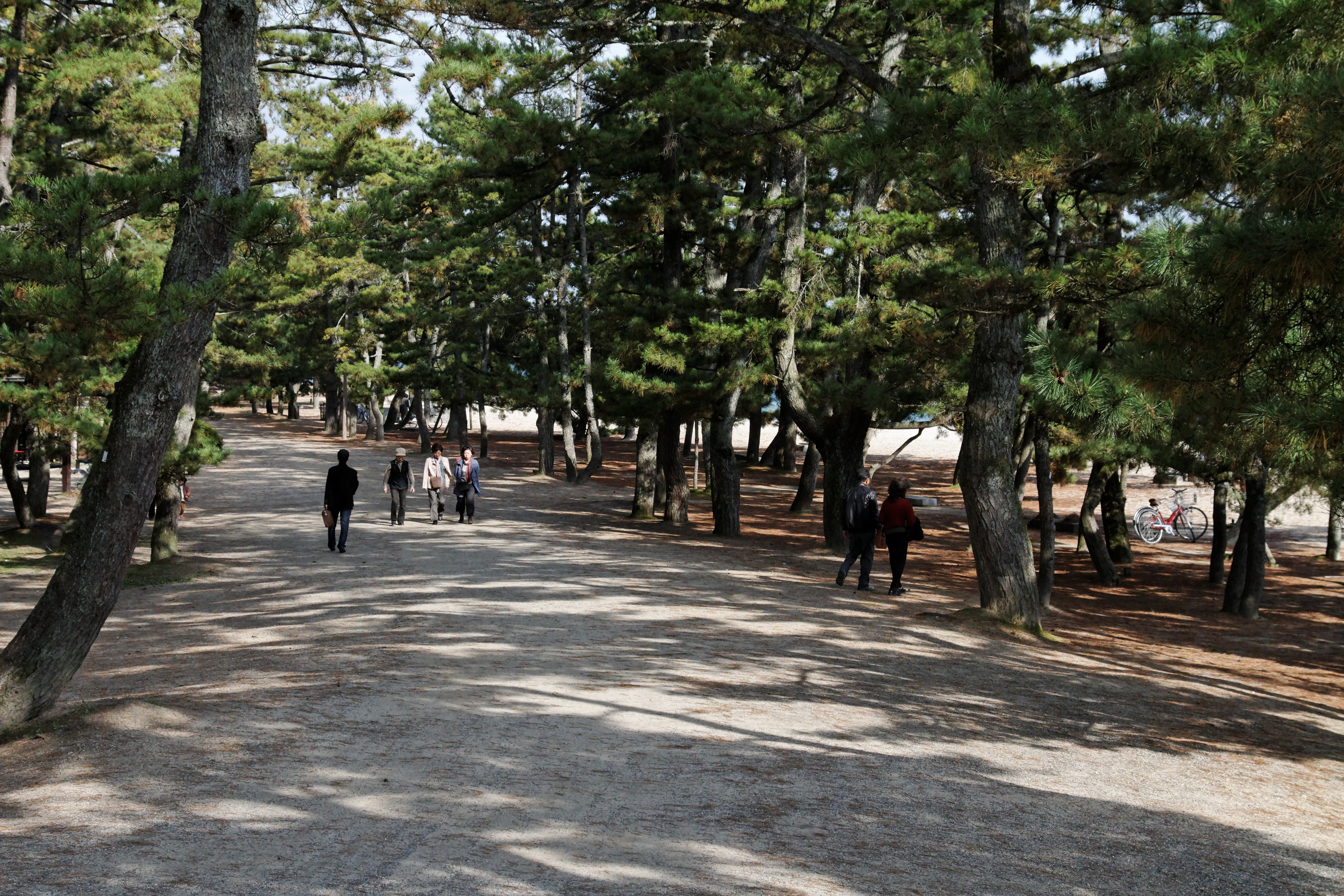
天橋立の松並木（「千代の姫子松」）
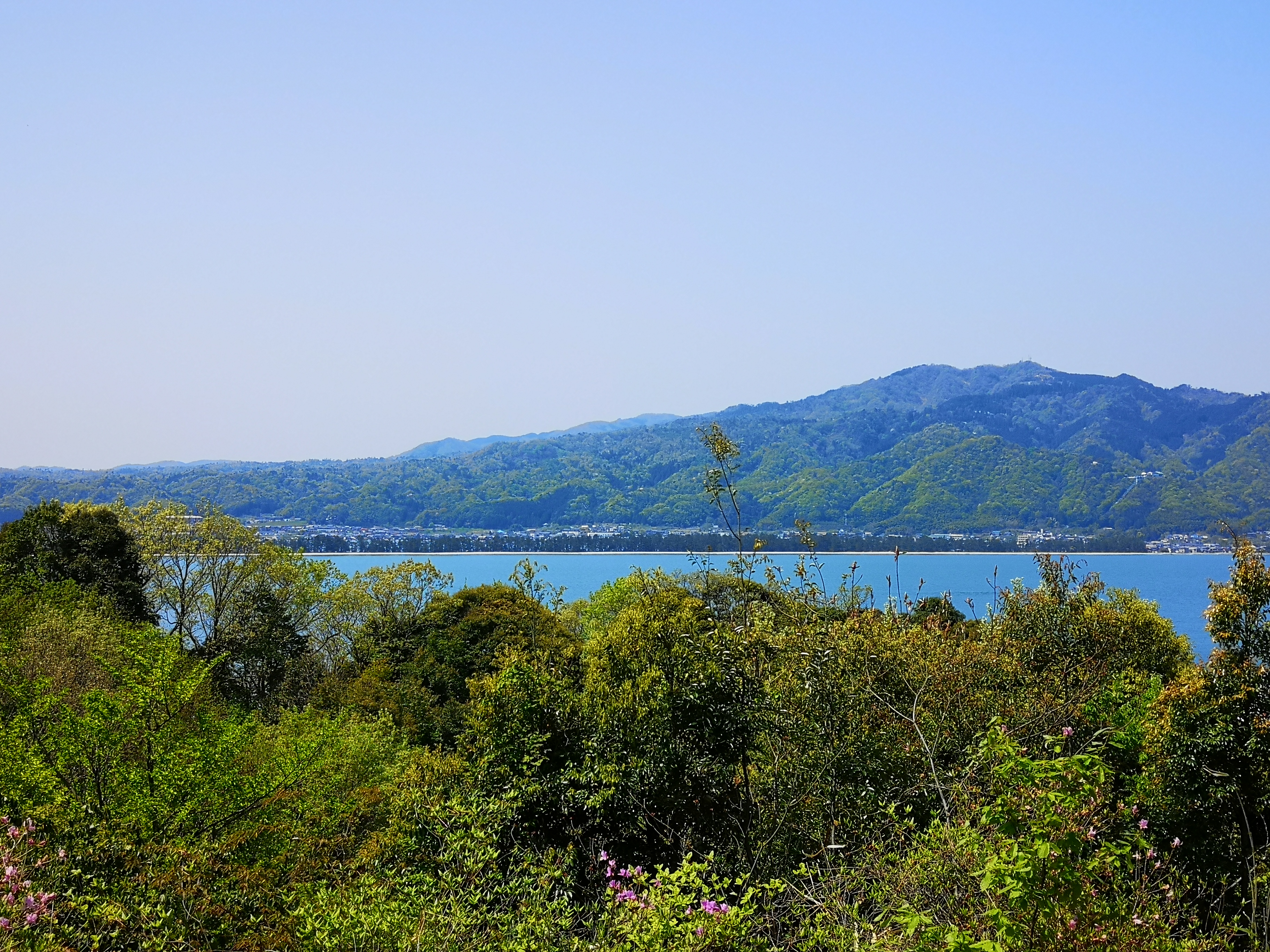
獅子崎からみた天橋立
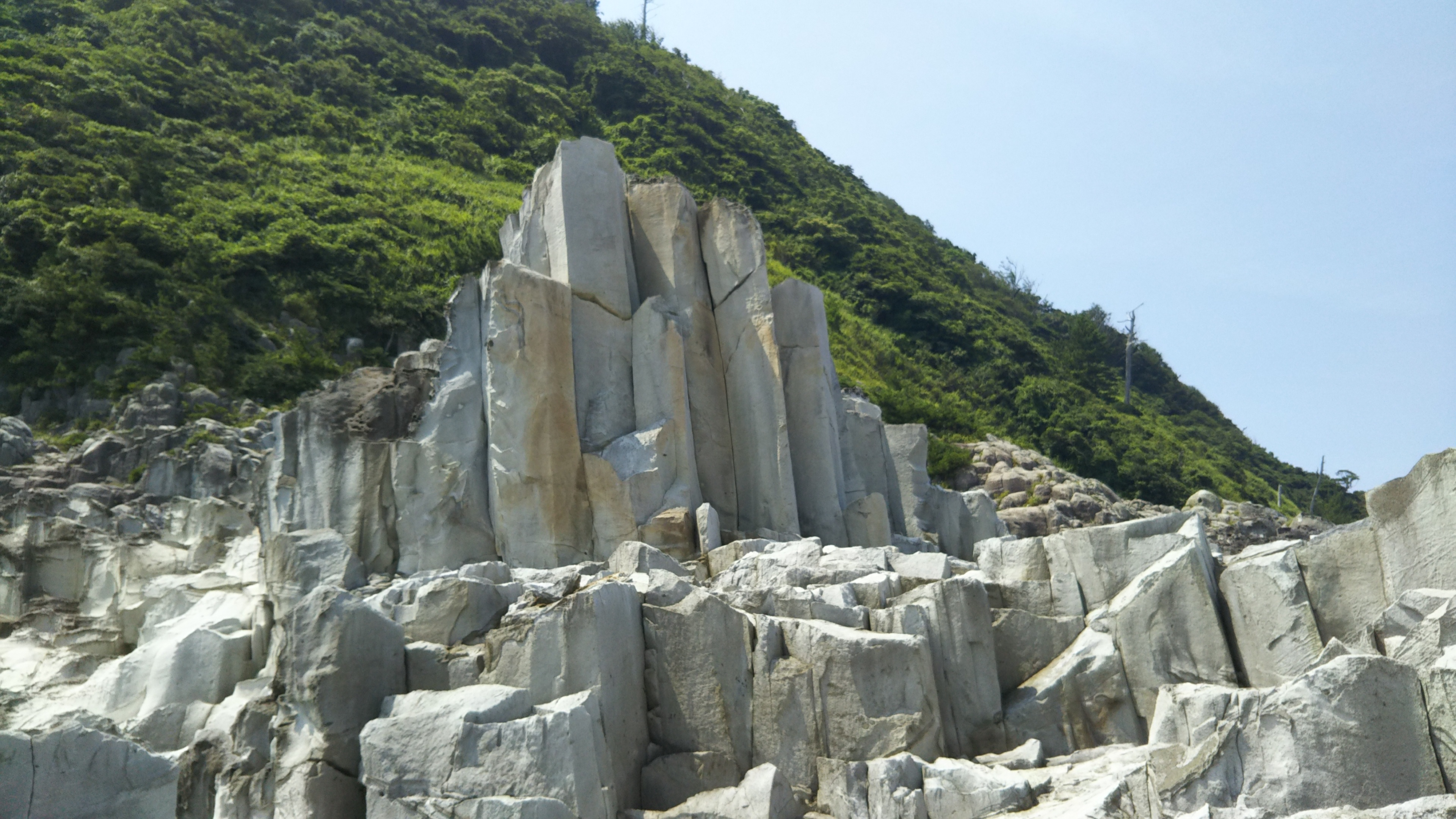
経ヶ岬

## 成立・文化財指定
智恩寺の寺伝では、東福寺の徹書記であった清巌正徹によるもので、室町時代末期から桃山時代頃の書写と考えられている。1巻の巻物で、寸法は25.1センチメートル×513.5センチメートルで成る。
京都府指定文化財の指定単位名称は「九世戸縁起 1巻 九世戸智恩寺幹縁疏并序 1巻 文明十八年幹縁比丘寿桃敬白の奥書がある」となっており、『九世戸縁起』のほかに、1486年（文明18年）に記されたとみられる『九世戸智恩寺幹縁疏并序』1巻を含む。指定年月日は1997年（平成9年）3月14日。

## 文殊堂出船祭

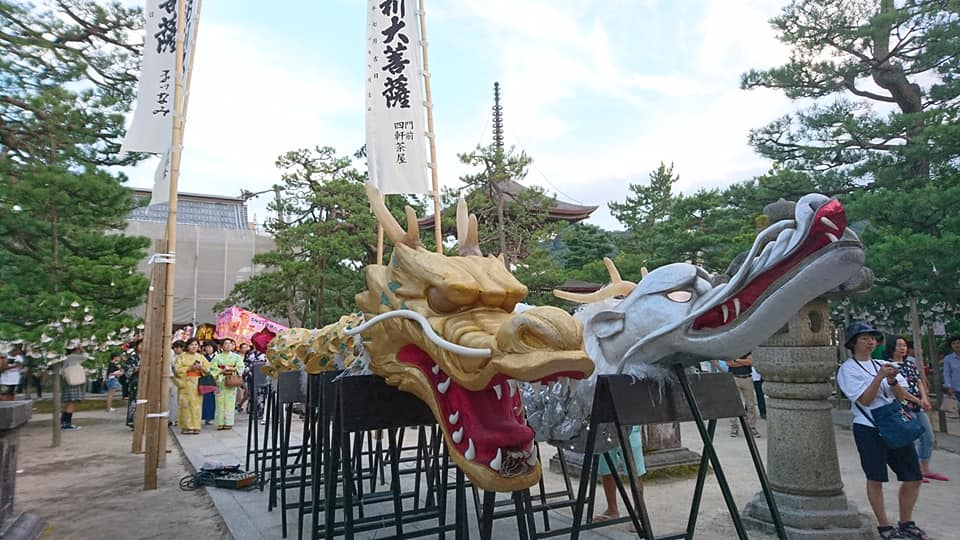
文殊堂出船祭で舞う2頭の龍

毎年7月24日の智恩寺の法会にあわせて行われるイベント。従来は文殊菩薩の歓迎行事の継承した伝統行事である。天橋立の運河に船を浮かべて約350本の松明を灯し、船を組んで運河に浮かべた舞台上で「九世戸縁起」を模した劇が上演される。太鼓に合わせて金銀2頭の龍が舞い、文殊菩薩の説法と荒ぶる龍たちのやり取りが演じられる。運河には紅白の燈籠が流され、クライマックスには打上げ花火がある。

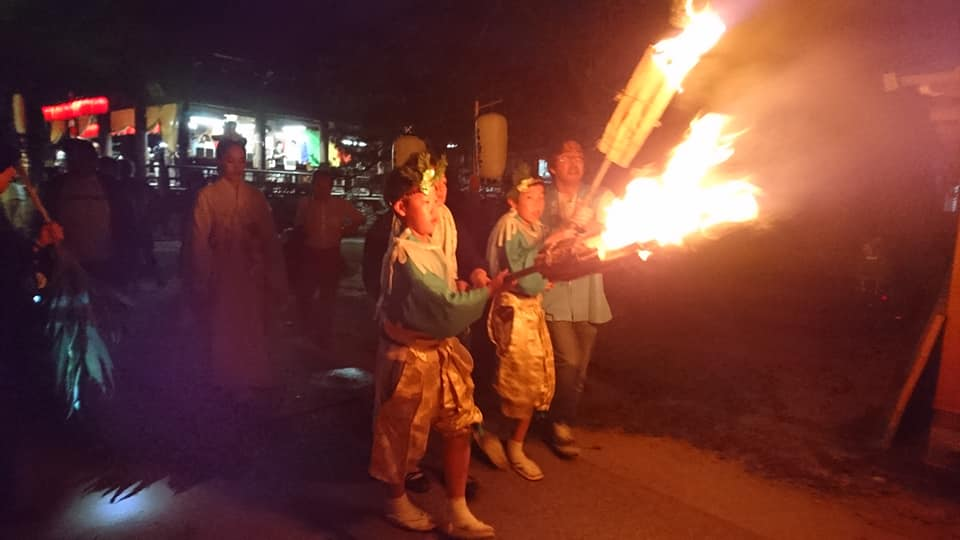
船舞台へ向かう文殊菩薩
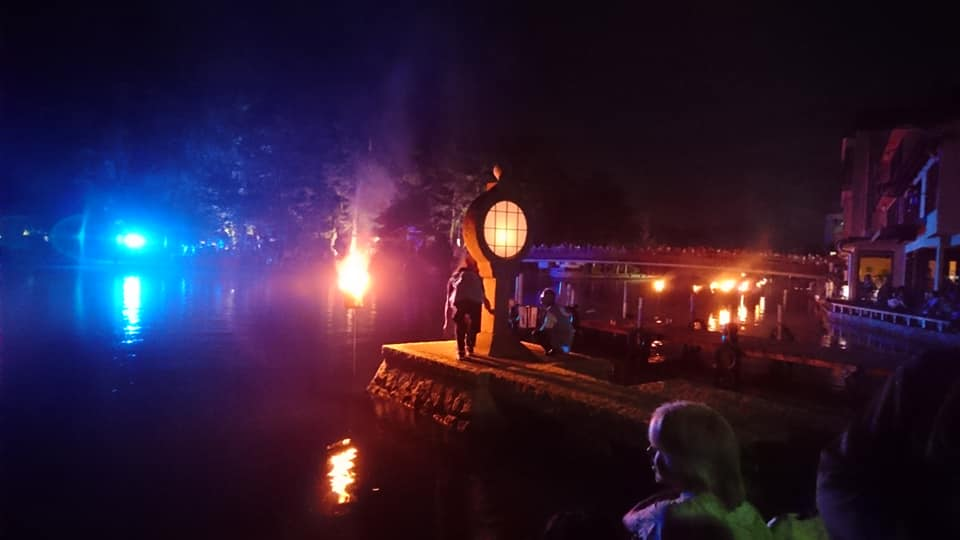
演舞の時を待つ九世戸
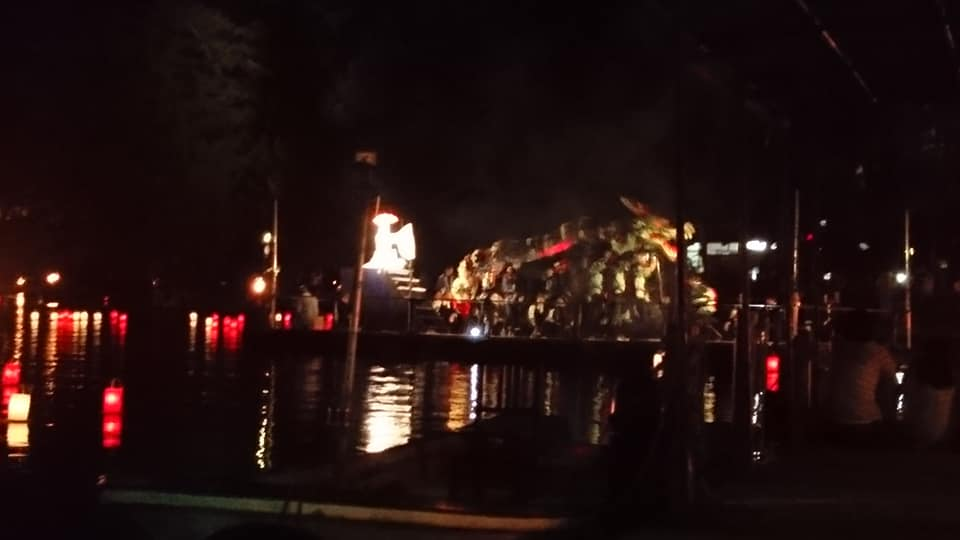
文殊菩薩と荒海神のやりとり

## 諸本

### 智恩寺の伝承
智恩寺には、『九世戸縁起』のほかにも、天橋立の歴史を説く縁起が数種類伝えられている。ともに京都府指定文化財とされる『九世戸智恩寺幹縁疏』はそのうちのひとつで、1486年（文明18年）に僧・寿桃によって書かれたとみられる勧進帳である。全1巻の巻物で、室町時代の1487年 - 1501年（長享 - 明応年間）に行われた智恩寺の修造工事のため、各地から寄進を求めるために書かれた。内容は、天橋立を中国の三大霊場のひとつである五台山に喩え、神仏・儒教思想をとりまぜて九世戸・智恩寺の由来と文殊菩薩の功徳を記したもので、楷書で書写されている。
『九世戸縁起』『九世戸智恩寺幹縁疏』のほかに智恩寺に伝わる縁起物語には、江戸時代の書写本2巻、1冊がある。

### 丹後国風土記
『釈日本紀』に収められる「丹後国風土記」には、天橋立の誕生について「九世戸縁起」とは異なる伝承が記されている。それによると、天橋立は、国生みをしたイザナギノミコトが天と地とを通うために作った梯子であったが、神が昼寝をしている間に倒れて砂浜になってしまったという。

## 伝承の背景「文殊菩薩信仰」
寺伝によれば、智恩寺の本尊である文殊菩薩は、高麗時代の金鼓とともに海中から出現したとされ、智恩寺には海中から湧き出でるように描かれた地蔵菩薩画が残されている。天橋立の「海に面した景勝地で、大陸に近い」という自然条件が、当地において文殊菩薩信仰が生まれ、発展した理由と考えられる。
「九世戸縁起」に語られるように、文殊菩薩の聖地とみなされる地所は、宮津湾を中心として丹後各地に点在している。
古文書『九世戸縁起』を所蔵する智恩寺は、天橋立の南先端部の対岸に位置し、宮津湾を挟んで東南の波路に戒岩寺がある。「九世戸縁起」で、智恩寺の前に文殊菩薩が滞在したとされる戒岩寺は「切戸の文殊の奥院」とも称され、その本尊は文殊像である。智恩寺の文殊像は鎌倉時代の作であるが、戒岩寺の文殊像の制作年代は平安時代中 - 後期まで遡ることができる。ただし戒岩寺は中世に火災に遭い、文殊像は大規模な修理によって著しく本来の姿が損なわれてしまった。1990年（平成2年）の解体修理で制作当時の姿に復元されている。
戒岩寺のやや北方には、文殊の乗り物である動物の「獅子」や「獅子崎」の地名が残り、これらの地も文殊の聖地と数えられる。さらに周辺地域には、与謝野町の雲岩寺や京丹後市の経ヶ岬、穴文殊などの聖地がある。
丹後地方の近海には、対馬海流が流れている。歴史学者の和田萃によれば、古来、海流の彼方には不死の世界や常世の国があると考えられ、神仙思想に通じていたという。丹後地方の沿岸には、『浦島子』伝承など海岸が舞台となっている伝説や民話が「九世戸縁起」のほかにも多数あり、漁業や航海での海での遭難や遠方からの漂流者や漂着物との遭遇が、海流の彼方にある異境を意識させ、伝承の素材となった可能性が指摘されている。
海岸漂着物は、今日では厄介なゴミと見做されてしまうが、かつては「寄りもの」と呼ばれ、流れ着いた木材で家を建てるなど、重要な生活の糧ともなっていた。なかでも昔から漂着物の多い地域といわれた京丹後市久美浜町から網野町に至る約6キロメートルの海岸「箱石浜」には、海から拾った千両箱のおかげで長者になった者が住んでいたという伝説が残る。
丹後半島同様、海岸沿いに文殊菩薩の聖地が形成された場所として、日本ではほかに高知市の浦戸湾に面する五台山竹林寺がある。また、京都市の醍醐寺や大阪の叡福寺には、獅子に乗った文殊菩薩が海を渡る様子が描かれた「渡海文殊図」が伝わり、文殊菩薩信仰と海との関係を物語っている。

### 註釈
1. ↑  「小天橋」と名付けられており、貨物船やフェリーが航行する際に90度回転して船を通す。橋の開閉はかつては手動で行われたが、21世紀現在は電動になっている。
2. ↑  縦27.5センチメートル、全長150センチメートル
3. ↑  和田萃『日本古代の儀礼と祭祀・信仰』中。